# Rhadinopsylla dahurica
Rhadinopsylla dahurica är en loppart som beskrevs av Jordan et Rothschild 1923. Rhadinopsylla dahurica ingår i släktet Rhadinopsylla och familjen mullvadsloppor.

## Underarter
Arten delas in i följande underarter:
- R. d. dahurica
- R. d. diclinica
- R. d. sila
- R. d. tjanschan
- R. d. vicina
- R. d. vicinoides